# پرنسس (فیلم)
پرنسس (مجاری: Adj király katonát) فیلمی در ژانر درام است که در سال ۱۹۸۳ منتشر شد. این فیلم برنده دوربین طلایی از جشنواره کن شده است.